# Selva de la cordillera de Camerún
La selva de la cordillera o selva montana de Camerún es una ecorregión de la ecozona afrotropical, definida por WWF, que se extiende entre Camerún y Nigeria. Está incluida en la lista Global 200

## Descripción
Es una ecorregión de selva lluviosa montana que cubre un área de 38.000 kilómetros cuadrados en la cordillera de Camerún, por encima de los 900 m s. n. m.

## Flora
La vegetación varía con la altitud. Desde los 900 a los 1800 metros se extiende la selva submontana. Por encima de 1800 se encuentra la selva montana, salpicada de zonas de pradera montana, bosque de bambú y pradera y matorral subalpinos.
Las especies típicas son el ciruelo africano (Prunus africana), la rapinea (Rapanea melanophloeos), el mañío Podocarpus latifolius, Nuxia congesta  y Syzygium guineense.

## Endemismos
Siete especies de aves son endémicas de la ecorregión:
- alcaudón de bosque de Serle (Chlorophoneus kupeensis)
- apalis de Bamenda (Apalis bamendae)
- batis carunculado de Bamenda (Platysteira laticincta)
- charlatán montañés de garganta blanca (Kupeornis gilberti)
- tejedor de Bannerman (Ploceus bannermani)
- Turaco de Bannerman (Tauraco bannermani)
- zarzalero del Bangwa (Bradypterus bangwaensis)

También son endémicas 8 especies de roedores, 3 de musarañas, 9 de reptiles y 40 de anfibios.

## Estado de conservación
En peligro crítico. El ecosistema original se encuentra bastante fragmentado y degradado. Las principales amenazas son la extensión de la agricultura, la tala para leña y la caza de grandes animales.

## Protección
- Reserva de Fauna del Monte Nlonako, en Camerún
- Parque Nacional de Cross River y Parque Nacional de Gashaka Gumti en Nigeria